# Interior de prisión
Interior de prisión o El crimen de Castillo II es un óleo realizado hacia 1808–1812 por el pintor español Francisco de Goya. Sus dimensiones son de 40 × 32 cm. Se encuentra en la colección particular del marqués de la Romana. Pertenece a una serie de once cuadros de gabinete, de los cuales se conservan ocho. Igual que La visita del fraile remite a un hecho contemporáneo al artista: el asesinato del comerciante madrileño Francisco de Castillo.
Existe otra obra con el mismo título realizada en 1793-1794 procedente de la colección del conde de Quinto de Madrid y adquirida por John Bowes en 1862. Actualmente se encuentra en The Bowes Museum, Barnard Castle, Reino Unido.

## Descripción
El cuadro alude a un hecho contemporáneo a Goya conocido como el crimen de Castillo que conmocionó a la comunidad de Madrid. María Vicenta mendieta, de 32 años, era la esposa de Francisco de Castillo, un acomodado comerciante madrileño. Peleada con su esposo, se enamoró de su primo menor Santiago San Juan, de 24 años. Juntos, conspiraron y decidieron matar a su marido. La noche del 9 de diciembre de 1797 Francisco de Castillo se acostó temprano debido a una infección en la boca. María Vicenta le dio a beber un "suero" (probablemente láudano), y luego a las siete y cuarto dejó entrar a su primo enmascarado en la alcoba. Santiago San Juan asesinó a de Castillo con once puñaladas. Cuando se descubrió el crimen, María Vicenta y su amante fueron encarcelados, juzgados y condenados a muerte. La madre de María Vicenta suplicó en vano al rey la gracia para su hija, mencionando su condición de noble y hasta sugiriendo locura.
El cuadro continúa la narración iniciada en La visita del fraile. María Vicenta fue encarcelada por ayudar a su amante a asesinar a su marido. La prisión en la que esperaba su sentencia estaba destinada a los presos que habían cometido los crímenes más atroces. María Vicenta está sentada en la celda, resignada, con la mirada baja y la preocupación en el rostro. Está envuelta en un manto que oculta sus manos y pies. Es visitada por dos sirvientas que leen nerviosamente una carta a la luz de una vela. Con esta carta María Vicenta pretendía avisar a su amado, que aún estaba prófugo. Quizás fue la anciana sentada detrás de ella quien introdujo un papel y lápiz en la celda. Según los actas del juicio, la carta fue interceptada y contribuyó a la identificación y condena del asesino. Otra condenada se sienta en el lado izquierdo, mirando la luz de la farola que cuelga sobre ellas.

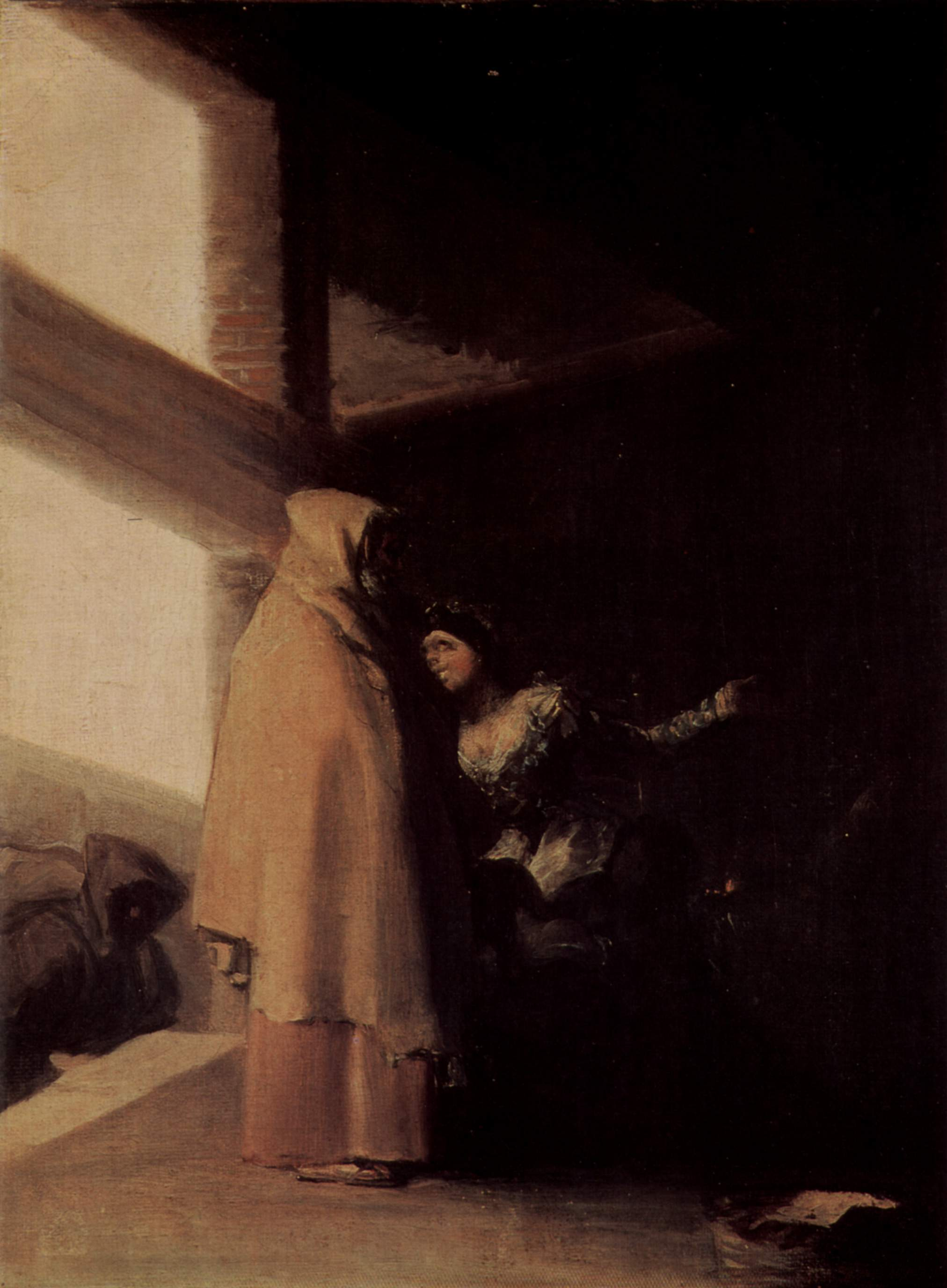
La visita del fraile representa el momento antes del asesinato, anterior al Interior de prisión.
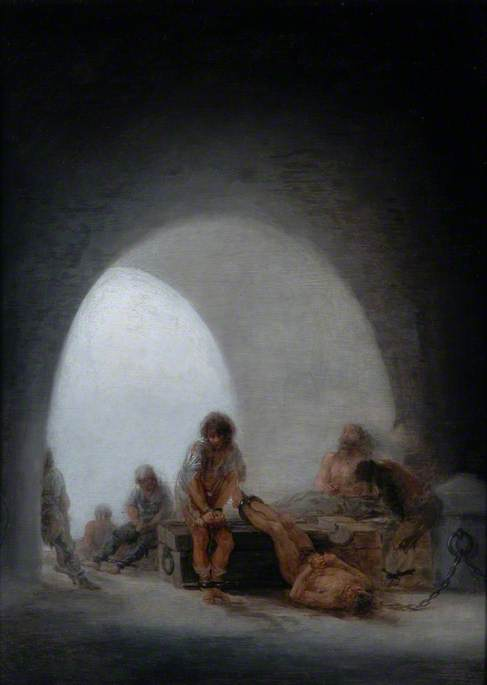
Interior de prisión (1793-1794)[2] óleo sobre hojalata The Bowes Museum